# Список серий мультсериала «Сорвиголова Кик Бутовски»
Список эпизодов в оригинального сериала Disney XD «Сорвиголова Кик Бутовски». Премьера сериала состоялась 13 февраля 2010 года. 6 ноября 2010 года первый сезон был завершён.
7 июня 2010 года сериал был продлён на второй сезон, который начал выходить в эфир 30 апреля 2011 года. В середине второго сезона было заказано ещё шесть серий.
Шоу транслировало свои последние серии 2 декабря 2012 года.

## Список серий
| № сезона | № сезона | Количество серий | Премьера сезона, США | Финал сезона, США |
| -------- | -------- | ---------------- | -------------------- | ----------------- |
|          | 1        | 20               | 13 февраля 2010      | 25 ноября 2010    |
|          | 2        | 32               | 30 апреля 2011       | 2 декабря 2012    |

### Первый сезон (2010)
| № | № в сезоне | Названия эпизодов                                       | Дата премьеры в США |
| --- | ---------- | ------------------------------------------------------- | ------------------- |
| 1 | 1          | «Прыжок мертвеца / Вызов»                               | 13 февраля 2010     |
| Прыжок мертвеца: Кик должен доказать, что может совершить «Прыжок мертвеца». Единственным препятствием на его пути становится старший брат Брэд, который пытается удержать Кика дома, чтобы снова попытаться сдать экзамен на вождение. Вызов: Кик пропускает мастер-класс своего любимого каскадёра Билли Стампса в местном торговом центре, но у него появляется шанс прокатиться с ним в следующем шоу, если ему только удастся вместе с Гюнтером и Уэйдом найти ключ. |            |                                                         |                     |
| 2 | 2          | «Если бы книги могли убивать / Там будут начос»         | 13 февраля 2010     |
| Если бы книги могли убивать: Гюнтер по ошибке сдал в библиотеку новую книгу Кика, которую подписал его кумир Билли Стампс. Увы, библиотекарь оказалась на редкость несговорчивой… Кик даёт себе слово вернуть книгу любой ценой. Там будут начос: Пользуясь временным отсутствием родителей, Брэд решает закатить мировую вечеринку и во что бы то ни стало не пустить на неё Кика. Но Кик никогда не сдаётся без боя: он должен пробраться на вечеринку и отведать главное угощение вечера: знаменитые начос Брэда! |            |                                                         |                     |
| 3 | 3          | «Выкинутый из игры /Борьба с привычкой»                 | 20 февраля 2010     |
| Выкинутый из игры: Брэд и его дружки бесцеремонно завладели недавно созданным тайным убежищем Кика. Не желая мириться с этим, Кик Бутовски решает вернуть его… Борьба с привычкой: Семья и соседи приходят к выводу, что любовь Кика к экстремальным трюкам становится слишком опасной, и решают принять меры. Кик клянётся не совершать никаких трюков в ближайшие 24 часа, чтобы доказать всем, что он не такой уж сорвиголова. В противном случае его могут отправить в исправительную школу! |            |                                                         |                     |
| 4 | 4          | «В отключке / Только не без моих хлопьев»               | 27 февраля 2010     |
| В отключке: Кик планирует начать свою карьеру на шоу талантов, совершив прыжок через ядерный реактор, но перед началом выступления, Гюнтер случайно сбивает его с ног, и Кик теряет сознание. Сможет ли Гюнтер разбудить Кика, пока не поздно? ... Только не без моих хлопьев: Кик присматривает за своей сестрой, Брианной, стоя в очереди в магазине, чтобы купить свои любимые хлопья. Но Брианна сбегает, прихватив хлопья. Кик должен вернуть её, но так, чтобы мама не увидела его или Брианну. И что ещё хуже, работник магазина присматривает за Киком, и так и ждёт, чтобы он что-то испортил ... |            |                                                         |                     |
| 5 | 5          | «Останки Киказавра / Битва за закуски»                  | 6 марта 2010        |
| Останки Киказавра: Устав от того, что его постоянно называют "Креветкой", Кик заявляет, что сделает нечто большое. Когда ему даётся шанс это сделать, происходит катастрофа, и Кику в результате не остаётся другого выбора, как стать лучшей "креветкой" на свете. Битва за закуски: Кик пытается помочь семье Гюнтера с их рестораном "FÖØD", потому что, если он не поможет, Гюнтер и его семья будут вынуждены вернуться в "Старый Свет". Он помогает им вернуться в бизнес, создав при этом лучший ресторан в Меллоубруке - "Боевые закуски"! |            |                                                         |                     |
| 6 | 6          | «Одержимость Киком / Смыть и отпустить»                 | 13 марта 2010       |
| Одержимость Киком: Новая соседка Джеки, увидев трюки Кика, решает стать его фаном № 1. Гюнтер пытается предупредить Кика, что Джеки сумасшедшая, но он не верит этому. Позже, когда она начала мешать Кику жить, он наконец-то увидел, что она сумасшедшая. Чтобы от неё избавится, Гюнтер предлагает Кику необычное решение - стать нормальным. Сработает ли это? ... Смыть и отпустить: Кик и Гюнтер ищут легендарную золотую рыбку гигантского размера, более известную как "Рыба-Дьявол". В этом деле им помогает сосед Кика мистер Викл, который в прошлом служил на флоте. Получится ли у них это сделать? ... |            |                                                         |                     |
| 7 | 7          | «Снегопокалипсис! / По мнению шимпанзе»                 | 20 марта 2010       |
| Снегопокалипсис!: Кику и Гюнтеру нужно добраться до магазина, в котором работает Уэйд, чтобы он помог им спасти школьный автобус, оказавшийся в снежной ловушке. В то время как Кендалл, староста класса, в котором учится Кик, пытается удержать сложившуюся ситуацию под контролем. По мнению шимпанзе: Кик приводит домой сбежавшего шимпанзе, в качестве домашнего животного, который весьма опасен для окружающих, если только не дать ему бананы. Но весь запас бананов, предназначенных шимпанзе, по ошибке съедает Гюнтер. Кик должен вернуть шимпанзе обратно в зоопарк, пока его дом не превратился в руины. |            |                                                         |                     |
| 8 | 8          | «Сбежавшая музыка / Трёхколёсный Х-5»                   | 27 марта 2010       |
| Сбежавшая музыка: Гарольд, отец Кика, заставляет Кика играть на пианино. Кику очень хочется погулять, но он не может бросить игру на пианино. Поэтому, когда Гарольд уходит в магазин за инструментами, Кик решает совершить "музыкальный побег", взяв пианино с собой. Трёхколёсный X-5: В то время как Кик проводит экскурсию по своему музею крутизны, его младшая сестра, Брианна, крадёт его первый трёхколёсный трюковый велосипед X-5, чтобы использовать его на конкурсе талантов. На конкурсе выясняется, что Брианне вряд ли удастся самой одержать победу, и Кик решает помочь сестре. |            |                                                         |                     |
| 9 | 9          | «Нокдаун / Кассовый блиц»                               | 1 мая 2010          |
| Нокдаун: Устав от задираний Брэда, Кик решает заняться реслингом. Он начинает тренироваться у бывшего чемпиона по реслингу. Однако, Кик узнаёт, что его наставник, Бумажный Петерсон, сам терпит издевательства от своего старшего брата. Кик должен доказать своему новому учителю, что он способен преодолеть свой страх и победить брата. Кассовый блиц: Помощник менеджера местного мультиплекса не пускает Кика на премьеру фильма с участием его любимого актёра - известного сорвиголовы и кинозвезды Рока Каллахана. Но Кик не успокоится пока не проникнет в хорошо охраняемый кинотеатр и не посмотрит "Зомби-Мотокросс Рока Каллахана". |            |                                                         |                     |
| 10 | 10         | «В походе! / Пропала собака»                            | 8 мая 2010          |
| В походе!: Кик в шаге от того, чтобы стать мужчиной, проведя ночь в лесной чаще во время семейного похода. Но есть одна проблема - лагерь, в котором они остановились, слишком цивилизованный для этих целей. Однако, Кик и Брэд по случайности теряются в лесу. Теперь Кик сможет доказать, что он настоящий мужчина. Пропала собака: Кику приходится приглядывать за соседской собакой Оскаром пока его мама и хозяйка Оскара, мисс Чикарелли, проводят турнир по шаффлборду. Кик должен найти способ как углядеть за Оскаром, ведь иначе он будет "наказан навечно". |            |                                                         |                     |
| 11 | 11         | «Папина машина / Сокровище Дейва-Мертвеца»              | 15 мая 2010         |
| Папина машина: Кик и Брэд моют машину отца, "Моник". Пока они валяли дурака, Кик замечает царапину на двери со стороны пассажира, которую они раньше не видели. Чтобы избежать наказания Кик решает самостоятельно отремонтировать "Моник", пока Гюнтер пытается задержать Брэда и Гарольда в больнице, где они находятся из-за того, что на Брэда напал рой разгневанных пчёл. Сокровище Дейва-Мертвеца: В классе Кика день устных докладов. В качестве темы для доклада Кик выбирает историю одного из своих любимых героев - Дейва-Мертвеца. Его безумный рассказ о поисках потерянного скейтборда Дейва вызывает сомнения у его одноклассников, а также и у учителя. |            |                                                         |                     |
| 12 | 12         | «Ради любви Гюнтера / Истинный отец»                    | 22 мая 2010         |
| Ради любви Гюнтера: Когда Гюнтер обнаруживает, что он имеет много общего с безумной Джеки, он заражается "вирусом любви", но Джеки из-за увлечённости Киком даже не знает о его существовании. Кик должен помочь Гюнтеру добиться признательности Джеки, несмотря на то, что всё, что её интересует - это трюки сорвиголовы. Истинный отец: Кик опасается дня "Приведи отца в школу", потому что он боится, что его неуклюжий отец, пытаясь завоевать уважение сына, может показаться слишком отстойным, что опозорит его в глазах сверстников. Не добившись успеха в попытках сделать своего отца круче к понедельнику, Кик решает притвориться и привести "правильного отца" - Уэйда. |            |                                                         |                     |
| 13 | 13         | «Незащищённый / Уэйд против системы»                    | 21 июня 2010        |
| Незащищённый: Кик теряет свой шлем. Сокрушённый от потери своего знака отличия, он теряет страсть к трюкам и принимает довольно трудное решение - оставить карьеру сорвиголовы, которая по его мнению немыслима без его шлема. Уэйд против системы: Когда Уэйд получает повышение от компании "Еда и Ремонт", его переводят из магазина в центральный офис компании. Кик и Гюнтер пытаются добиться понижения Уэйда, потому что при таком раскладе дел они не могут оставаться лучшими друзьями. Но каждая их попытка понизить Уэйда приводит лишь к очередному повышению. |            |                                                         |                     |
| 14 | 14         | «Меллоубрукский дрифт / Подарок Джеки»                  | 21 июня 2010        |
| Меллоубрукский дрифт: Кик предлагает матч-реванш в уличных гонках у команды физиков-ботанов, во главе которых стоит умник-задира Рональдо, предлагая гонку на "горе боли", по условиям которой победитель получает "всё", и которая будет являться противостоянием законов физики и "законов крутизны". Чтобы победить в этом соревновании, Кик и Гюнтер обращаются за помощью к учителю трудов из школьной мастерской Одноглазому Джексону - легендарному чемпиону гонок на картах. Подарок Джеки: Безумная Джеки приглашает Кика на свой день рождения прямо во время трюка, что не позволяет его завершить. Кик решает прекратить это раз и навсегда, потому что на этот раз он не смог сделать трюк, который можно исполнить лишь раз в жизни. Кик заключает сделку с Брэдом, согласно которой Брэд обещает помочь подыскать подарок для Джеки, который решит проблему, в обмен на комнату Кика. На дне рождения Кик замечает, что он единственный гость вечеринки, что заставляет его отбросить все обиды в сторону и помочь Джеки организовать самую наикрутейшую вечеринку. Но остаётся одна вещь, о которой Кик совсем забывает ... подарок! Теперь вопрос в том, сможет ли Кик отреагировать быстрее Джеки и не дать ей открыть подарок? ... |            |                                                         |                     |
| 15 | 15         | «То, что заставляет тебя устроить БУМ! / Кайл вернётся» | 22 августа 2010     |
| То, что заставляет тебя устроить БУМ!: Кик и Брэд участвуют в экстремальном состязании, чтобы выиграть поездку на Гавайи и выполнить "трюк, который похоронит другие", вместе с Бумом МакКондором. Кик полон решимости выиграть шанс исполнить "трюк, который похоронит другие", но проблема в том, что Брэд всегда играет нечестно, причём жульничать ему помогают его друзья - Гораций и Пэнтси. Сможет ли Кик победить и исполнить трюк? ... Кайл вернётся: На выходные к семье Бутовски приезжает очень надоедливый кузен Кика Кайл и портит все попытки Кика сделать очень важный трюк, много значащий для его карьеры. Кик и Гюнтер пытаются сделать трюк, не обращая внимания на Кайла, но главный вопрос - как это сделать? |            |                                                         |                     |
| 16 | 16         | «Крутометр / Очень Бутовский День матери»               | 2 октября 2010      |
| Крутометр: Гюнтер показывает Кику веб-сайт, пользователи которого оценивают самые крутые видео. Кик ставит целью занять первую позицию рейтинга и делает кучу невероятных трюков, чтобы смонтировать самое крутое видео. Очень Бутовский День матери: Кик и Брэд соревнуются друг с другом, чтобы сделать классический завтрак Дня матери - яичница с беконом и апельсиновый сок, - в подарок своей маме. В последний момент к борьбе также подключается и Гарольд. |            |                                                         |                     |
| 17 | 17         | «Преданная дружба! / Ломая преграды»                    | 23 октября 2010     |
| Преданная дружба!: Кик и Гюнтер занимаются поиском новых лучших друзей, т.к. они боятся, что их дружба закончилась после того, как их семьи поссорились из-за неудачного трюка Кика. Ломая преграды: Кик пытается спрятать свой дневник от отца, чтобы он разрешил ему пойти с ним на "Меллоубрукскую гонку на уничтожение". Единственным препятствием на пути Кика остаётся Брэд, который отнимает у Кика дневник, и пытается показать его Гарольду. |            |                                                         |                     |
| 18 | 18         | «Танец с подругой / История ябеды»                      | 30 октября 2010     |
| Танец с подругой: После замены секции "Вышибалы" на секцию "Спортивные танцы" ( в связи с рекомендациями школьной медсестры) Кику едва удаётся избежать того, чтобы танцевать с Джеки. Однако теперь Кику придётся танцевать с Кендалл, или он с ней завалят предмет. Чтобы успешно сдать предмет, Кик и Кендалл должны победить в конкурсе танцев, где их главными конкурентами являются Гюнтер, пленённый и несчастный, и Джеки, рассерженная и дерзкая. История ябеды: Район Кика запуган старухой мисс Чикарелли, которая решила наблюдать за всеми нарушителями порядка в квартале, чтобы она смогла насладиться тишиной. Кик, Брэд и остальные дети должны остановить её прежде чем они все будут наказаны навечно. |            |                                                         |                     |
| 19 | 19         | «Утренняя спешка / Пригоршня мороженого»                | 6 ноября 2010       |
| Утренняя спешка: Отговорка Кика "собака съела мою работу" больше не работает, и он должен выполнить все задания за 2 месяца за одну ночь. Кику удаётся выполнить все задания, но Оскар снова съедает единственный оригинал работы. Теперь у Кика остаётся менее 6 минут, чтобы выполнить все домашние задания за 2 месяца, или иначе он останется на второй год. Пригоршня мороженого: Кик должен спасти день рождения отца, который под угрозой из-за того, что грузовик с мороженым ломается по дороге. Кроме того грузовик нужно охранять от рук бандитов с 3-й улицы, которые также хотят заполучить несколько пачек очень редкого и вкусного мороженого "Ковбой Келли". |            |                                                         |                     |
| 20 | 20         | «Ложное обвинение / И... мотор!»                        | 25 ноября 2010      |
| Ложное обвинение: Директор школы грозит исключить Кика, если тот выкинет ещё хотя бы один трюк на территории школы. К несчастью, уборщик школы решает подстроить обвинение Кика в проступке, который изначально тот не совершал. Кик должен очистить свою запятнанную репутацию пока ещё не слишком поздно. Замечание: В этом эпизоде обнаруживается, что Кендалл и Рональдо в тайных (и как показано в данном и последующих эпизодах, возможно натянутых) отношениях друг с другом. И... мотор!: Кик знакомится со Скарлетт Розетти, дублёром телезвезды Тины Иногда - «Иногда принцесса, а иногда супершпион». Кик доказывает Скарлетт, что она должна выйти из тени Тины. Став популярной, Скарлетт бросает съёмки, и любимое шоу Брианны закрывается. Кик должен найти способ вернуть всё обратно, т.к. иначе фанаты Тины превратят его жизнь в кошмар. |            |                                                         |                     |

### Второй сезон (2011—2012)
| № | № в сезоне | Названия эпизодов                                | Дата премьеры в США               |
| --- | ---------- | ------------------------------------------------ | --------------------------------- |
| 21 | 1          | «Стрижка денег / Любовь - это отстой!»           | 30 апреля 2011                    |
| Стрижка денег: В Меллоубрук приезжает известный рок-певец Рок Каллахан, и Кик с Гюнтером хотят попасть на его концерт. Но есть одна проблема: остался всего один билет. И потому каждый из ребят занимается стрижкой газона, чтобы заработать денег на концерт... Любовь - это отстой!: Кик замечает, что Брэд ведёт себя очень странно. Оказывается, что брат Кика влюбился! Он дарит своей возлюбленной подарки, цветы и всякие разные украшения. Но оказывается, что девушка Брэда просто дурит его, чтобы попасть в школьную группу поддержки... |            |                                                  |                                   |
| 22 | 2          | «Клёвые гены / Покупка одежды»                   | 7 мая 2011                        |
| Клёвые гены: Кик и Гюнтер в поисках новых экспонатов для музея крутизны Кика Бутовски обнаруживают, что мама Кика являлась в прошлом самой быстрой сорвиголовой на открытой воде, более известной как Хани Всплеск. Покупка одежды: Хани берёт Кика с собой в торговый центр, чтобы купить ему костюм на свадьбу своей тёти. Кик, занимая очередь у кассы, теряет костюм, который ему подобрала мама. Он должен позаботиться о том, чтобы найти костюм в целостности и сохранности и вернуться в очередь до того, как мама вернётся из соседнего отдела. |            |                                                  |                                   |
| 23 | 3          | «Слишком чисто / Скоростная доставка»            | 14 мая 2011                       |
| Слишком чисто: Знаменитый аттракцион Жёстких Игр останавливается в Меллоубруке, Кик стремится прокатиться на нём, Он вербует Гюнтера, чтобы помочь ему в чистке, Когда Кик делает трюк, чтобы очистить гараж, Настольный Футбол Магнуса распадается, когда он опирается на него в последний момент, и теперь он должен пройти множество забот, чтобы заменить его. Скоростная доставка: Кик берётся за доставку еды в ресторане семьи Магнусон. Он с успехом доставил все заказы, но остался ещё один - заказ у Тёмного Субъекта (в итоге оказывается, что это Рональдо). Никто ещё не смог доставить еду во время в его дом. Кик бросает вызов... |            |                                                  |                                   |
| 24 | 4          | «Переключаясь / Запрет на гараж»                 | 21 мая 2011                       |
| Переключаясь: Кик хочет победить в Родео по Велотриалу, но его велосипед Пила разрушается. У него нет шансов, но остался самый крутой и неукротимый велосипед, который когда-либо существовал - Дикий Мустанг. Сможет приручить его или он падёт, как и многие гонщики до него? Запрет на гараж: Кик и Гюнтер создают свою группу для того, чтобы отобрать гараж у Брэда, который создал группу для участия в "Битве музыкальных групп". Всё решит концерт в гараже магазина и автосервиса "Еда и Ремонт"... |            |                                                  |                                   |
| 25 | 5          | «Правда или сорвиголова»                         | 19 июня 2011                      |
| Правда или сорвиголова: Кик обнаруживает, что его дед был шпионом, и его дед рассказывает ему историю. |            |                                                  |                                   |
| 26 | 6          | «Продано! / Вниз лицом!»                         | 25 июня 2011                      |
| Продано!:Кик нечаянно разбивает Викингские часы Гюнтера,но он заменил их за игру с Джеки,но в конце выяснилось,что у Гюнтера таких часов больше,чем ожидалось.. Вниз лицом!: Кик участвует в игровом шоу и хочет выиграть 50.000$,но 37 попыток портят ему репутацию,и он вынужден обратиться за помощью к Рональдо |            |                                                  |                                   |
| 27 | 7          | «Опять загнан / Новое лицо»                      | 9 июля 2011                       |
| Опять загнан: Кик разрывается между двумя Гюнтером и Билли Стампсом с их выступлениями в 7:00. перед ним теперь поставлена задача решить, что из двух событий заслуживает внимания. Новое лицо: После того, как Джеки портит ещё один трюк Кика, Он записывается на конкурс магазина Skidzee: лучшая фотография скорости и действия окажется на рекламном щите. Но когда Гюнтер теряет последнюю камеру, победа Кика в руках... Джеки. |            |                                                  |                                   |
| 28 | 8          | «Рука в руке / Луиджи Вендетта»                  | 16 июля 2011                      |
| Рука в руке: Руки Кика и Кендалл склеились из-за редкого пещерного сока, и они должны достать растворитель и отклеиться, пока их никто не заметил вместе. Луиджи Вендетта: Насмешки Брэда надоели Кику, тогда он пользуется услугами Луиджи Вендетта, который обещает " позаботиться " о Брэде раз и навсегда. |            |                                                  |                                   |
| 29 | 9          | «В бассейне / Сосед Уэйд»                        | 25 июля 2011                      |
| В бассейне: В жаркую погоду Кик и его друзья пришли в городской бассейн. Но, когда спасатели Шеннон и Брэд, который влюблён в неё, принуждают Кика и его друзей оставаться в лягушатнике, Кик ведёт своих друзей в битву за свободу и веселье. Сосед Уэйд: Когда Уэйда выгоняют из подвала, он вынужден жить в Еде и Ремонте до тех пор, пока Кик не предлагает ему пожить у себя. Но Кик быстро обнаруживает, что лучшие друзья не всегда хорошие соседи. |            |                                                  |                                   |
| 30 | 10         | «Гонки на картах / Кайл 2.0»                     | 6 августа 2011                    |
| Гонки на картах: Кик не может дождаться, чтобы прокатиться на треке в “Go-Go-Go-Kart World“, но когда Гордон Гибл покупает трек, он запрещает Бутовски на треке, тем самым увольняя Брэда (кто работал на треке в этом эпизоде). Теперь, чтобы вернуть Брэда на работу, Кик должен победить Гордона в гонке. Кайл 2.0: Для того, чтобы получить билеты на Демо-Кросс Майка-Грязного байка, Кик должен провести время с кузеном Кайлом. Но есть одна проблема: одна из идей Кика оборачивается против него, когда Кайл утверждает, что Кика не существует. |            |                                                  |                                   |
| 31 | 11         | «Щёголь из спортзала / Наказанный»               | 23 сентября 2011                  |
| Щёголь из спортзала: Кик Бутовски лучше всех играет в игру "Вышибалы", но из-за высокой травмоопасности "Вышибалы" заменяют на вяз-йогу. Кик может избежать этого только, если сможет под руководством тренера по физической подготовке стать чемпионом в каком-нибудь виде спорта... Наказанный: О боже! В школу возвращается всеми ненавидимый завуч - Мисс Чикарелли. И она сразу же всех наказывает, хотя никто не виноват (все пакости делает её собака). Кик решает во что бы то ни стало прекратить это ... |            |                                                  |                                   |
| 32 | 12         | «Одурачен Брэдом! / Ночёвка»                     | 22 октября 2011 / 15 октября 2011 |
| Одурачен Брэдом!: Кик пытается добраться до Skidzees не касаясь земли, но ему это не удаётся несколько раз, и он вскоре обнаруживает, что является главной целью своего брата в Интернет-шоу "'Одурачен Брэдом!"' Ночёвка: Брианна и её друзья хотят посмотреть Марафон Тины Иногда, но между тем, фильм Персей в Питтсбурге также идёт на телевидении. Кик и Гюнтер сделают всё, чтобы не пропустить этот фильм, так как звезда фильма - Рок Каллахан. |            |                                                  |                                   |
| 33 | 13         | «Кик или жизнь / Аттракцион мертвеца»            | 24 октября 2011                   |
| Кик или жизнь: Кик (к которому также присоединяется Гюнтер) собирается на вечеринку Кендалл, но Кику скучно, и ему бросают вызов Кендалл, чтобы обмануть или угостить в доме, в который никто никогда не ходил: супер жуткий и «призрачный» особняк Ван Дер Дета. Кик обращается ко всем своим друзьям по вечеринке, потому что Кендалл надоели всем (включая её бойфренда Роналду). Аттракцион мертвеца: Брэд и его друзья бросили Кика и Гюнтера, и они обнаружили заброшенный парк развлечений, в который может обитать призрак... Мертвеца Дейва. |            |                                                  |                                   |
| 34 | 14         | «Комната Брэда / Друг, где мой Уэйд?»            | 29 октября 2011 / 5 ноября 2011   |
| Комната Брэда: Когда комната Кика стала окончательно уничтожена, его вынуждают переехать в комнату Брэда, пока всё идёт без проблем, но здесь есть одна плохая деталь ; это было ошибкой Брэда, который уничтожил комнату Кика в первую очередь. Друг, где мой Уэйд?: Уэйд пропал, и Кику с Гюнтером, надо раскрыть серию странных улик, чтобы узнать, где Уэйд, и вернуть его на работу перед решающей санитарной инспекцией Еды и Ремонта. |            |                                                  |                                   |
| 35 | 15         | «Соглашение с сестрой / Тсс!»                    | 12 ноября 2011 / 19 ноября 2011   |
| Соглашение с сестрой: Кик пытается помочь своей сестре попасть в престижный клуб Манерные Крошки после того, как он погубил шансы её сестры на вступление в клуб в прошлом году. Тсс!: Кик должен написать школьный доклад о странном существе Назлетт, но вот беда: чтобы подготовить доклад, ему придётся зайти в... Библиотеку. |            |                                                  |                                   |
| 36 | 16         | «Собачья жизнь / Братская любовь»                | 3 декабря 2011 / 24 марта 2012    |
| Собачья жизнь: Кик находит собаку по имени Джеззи, которая начинает постоянно спасать ему жизнь. Оказывается, что это собака-спасатель, специально обученная для того, чтобы защищать людей от любой опасности. Но дело доходит до того что Джеззи начинает спасать Кика даже от его трюков. Кик должен найти Джеззи нового хозяина... Братская любовь: Чтобы попасть на фильм с Роком Каллаханом, Кик просит у Брэда его золотой пропуск. Брэд пропуск не даёт, но Кик всё же может получить пропуск, если ему удастся добиться для Брэда симпатии Эйприл, девушки из супермаркета, с которой он давно пытается встречаться. |            |                                                  |                                   |
| 37 | 17         | «Рождество с кузеном Кайлом / Снежная проблема»  | 6 декабря 2011                    |
| Рождество с кузеном Кайлом: У Буттовски время тайного Санты! Кик получает Кайла в качестве тайного Санты, но когда Кик передумывает, он идёт на многое, чтобы подарить Кайлу идеальный подарок. Снежная проблема: Когда Кик вызывает лавину, это заманивает семью Буттовски в ловушку, и Кик должен найти способ вытащить их оттуда, прежде чем они заболеют лихорадкой и сойдут с ума. |            |                                                  |                                   |
| 38 | 18         | «Чердак / Свободу Гюнтеру»                       | 28 января 2012 / 14 января 2012   |
| Чердак: Кик, Брэд и Гарольд застряли в холодном чердаке без выхода, или это не так? Свободу Гюнтеру: Когда Гюнтера наказали перед турниром BMX Бума МакКондора, Магнус (всячески хочет дать спортивный шанс) вызывает Кика на Бэтлснигген чтобы увидеть, что если он не вытащит его из дома на тротуар до заката, то наказание Гюнтера продляется на целый год, и всё бы неплохо, но Магнус никогда не проигрывал Бэтлснигген. |            |                                                  |                                   |
| 39 | 19         | «Дикая сонная река / Жёсткая игра»               | 21 июля 2012 / 14 января 2012     |
| Дикая сонная река: Кик неохотно соглашается покататься с Гюнтером на “Сонной Реке” в Аква-парке. Когда Гюнтер засыпает, Кик решает сменить направление, пытаясь найти приключение, но получает больше, чем он ожидал. Жёсткая игра: Кику нужно оберегать Рональдо от любой опасности пока не состоится премьера школьного спектакля "Ромео и Джульетта", потому что Кик является его дублёром, ведь иначе, если с Рональдо что-нибудь случится, то ему придётся играть роль Ромео. Кажется, что всё не так уж плохо, если бы не одно но, роль Джульетты играет Кендалл. |            |                                                  |                                   |
| 40 | 20         | «Голосование / Лагерь Джока Уайлдера на природе» | 10 марта 2012 / 4 февраля 2012    |
| Голосование: Чтобы помешать Кендалл выиграть выборы в классе, Кик заставляет чокнутого Джеки баллотироваться против неё, но вскоре он обнаруживает, что это ошибка, о которой он пожалеет. Будет ли он вынужден выбирать между меньшим из двух зол, прежде чем начальная школа Меллоубрука будет разрушена? Лагерь Джока Уайлдера на природе: Кик и Гюнтер приезжают в лагерь дикой природы. К каждому из них приставляется свой наставник. Гюнтеру везёт и ему достаётся в наставники сам Джок Уайлдер, владелец лагеря и король местных джунглей. Кику же придётся исследовать дикую природу вместе с чрезмерно осторожным братом Джока - Ларри Уайлдером. |            |                                                  |                                   |
| 41 | 21         | «Блошиный рынок / Крутописание»                  | 11 февраля 2012 / 19 мая 2012     |
| Блошиный рынок: После того, как ему поручили спрятать подарок на годовщину родителей и инцидента с Брэдом, Кик "теряет" подарок на годовщину своей матери на встрече по обмену и должен разыскать его до того, как он будет продан, вместе с доверием к нему отца. Крутописание: Настало время для проведения Государственного регионального конкурса по правописанию. Но из-за ошибки директора Генри, связанной с обедом, возникла одна проблема: единственный человек, который достаточно здоров, чтобы принять участие в "Пчёлке", - это Кик, который "ужасно пишет по буквам". |            |                                                  |                                   |
| 42 | 22         | «Сказание о мусоре / Железные нервы»             | 18 февраля 2012 / 30 июня 2012    |
| Сказание о мусоре: Офицер Ирвин застаёт Кика за мусором, и ему поручают уборку шоссе, но надоедливый соперник усложняет работу Кика. Сможет ли Кик (с помощью Гюнтера) привлечь этого соперника к ответственности или его похоронит то единственное, от чего он должен избавиться? Железные нервы: Кик, в разгар своих амбиций по парабордингу, привязан к материалу, способному противостоять перегрузкам, когда он находится в воздухе, но ему отказывают в этом, когда он пытается позаимствовать такую вещь у своих соседей. Но когда по соседству появляется вор, лишённого сна Кика обвиняют в краже вещей, поэтому, чтобы очистить своё имя, он вместе с Гюнтером организует наблюдение за окрестностями. В конце концов у него нет никаких зацепок, и теперь у него есть одна ночь, чтобы найти преступника, иначе соседи вызовут парней в синем. В разгар своей последней отчаянной попытки даже Кик будет удивлён, узнав личность вора.                  |            |                                                  |                                   |
| 43 | 23         | «Прощай, убежище / Плохая карма»                 | 2 декабря 2012 / 17 марта 2012    |
| Прощай, убежище: Горди Гибл в очередной раз пытается досадить Кику. Чтобы произвести впечатление на своего отца, Гордон достраивает заброшенный мост, являющийся убежищем Кика и Гюнтера. Чтобы сохранить убежище и остановить Горди Гибла, единственное, что им остаётся - перехитрить его. Плохая карма: Во время очередного домашнего техосмотра любимую машину отца Кика, Моник, по ошибке эвакуируют на штрафстоянку. Кику и Гарольду придётся действовать вместе, чтобы вернуть её обратно. |            |                                                  |                                   |
| 44 | 24         | «Война и мир»                                    | 7 апреля 2012                     |
| Война и мир: После неудачной реконструкции запуска пружинно-поршневого аэроплана, Кик удостаивается чести поехать в "Старый Свет" и повторить легендарный полёт Тора Торсона. Но на самом деле на месте Кика должен был быть Гюнтер. Семья Бутовски и Гюнтер отправляется в "Старый Свет", где Кик помогает Гюнтеру сделать вторую реконструкцию и доказать, что именно Гюнтер должен совершить этот полёт. Вторая попытка также оказывается неудачной, но по ошибке Гюнтера принимают за легендарного воина викинга Тора Торсона. Гюнтера приветствуют как героя, и он становится знаменитостью. Гюнтер быстро привыкает к новой жизни и заявляет Кику, что больше не покинет "Старый Свет". Сможет ли Кик вернуть друга, пока ещё не слишком поздно? |            |                                                  |                                   |
| 45 | 25         | «Дурные манеры за столом / Окаменелый!»          | 5 мая 2012 / 13 октября 2012      |
| Дурные манеры за столом: Появился новый телевизор с большим экраном, и с этим Брэд и Брианна первыми предъявляют претензии к телевизору.Гарольд заставляет их играть в пинг-понг, чтобы решить, кто получит контроль над телевизором на ночь (именно так семья Баттовски улаживала дела, когда Гарольд был моложе, а не дрался). У Брэда и Брианны плохие манеры за столом с пинг-понгом, но всё начинает выходить из-под контроля, когда Гарольд берёт весло, и теперь единственный, кто может его остановить, это.... Удар. Окаменелый!: Кик, Гарольд и Брэд по традиции устраивают ежегодную ночёвку в палатке, во время которой они рассказывают страшные истории. На этот раз Кик решительно настроен отнять титул лучшего рассказчика у отца, который побеждает каждый год. История Кика настолько страшная, что во время рассказа Гарольду и Брэду начинает казаться, что все события происходят на самом деле. Чья же история окажется самой страшной? ... |            |                                                  |                                   |
| 46 | 26         | «Скажи "Сыр" / Сиделка для братьев»              | 6 октября 2012 / 13 мая 2012      |
| Скажи "Сыр": Во время спора за последний кусочек пиццы Кик, Брэд и Брианна разбивают вдребезги самый дорогой сердцу предмет их мамы (её любимую фотографию их троих вместе). Смогут ли они забыть хотя бы на время о своих разногласиях, чтобы сделать новый снимок и вывести маму из депрессии? ... Сиделка для братьев: Драки Кика и Брэда заходят слишком далеко. Хани Бутовски снова приходится нанять сиделку. На этот раз это Кендалл. Кик с Брэдом думают, что им запросто удастся избавиться от неё. Но оказывается, что это не так-то просто. |            |                                                  |                                   |
| 47 | 27         | «Дневник Брэда / Цена розыгрыша»                 | 23 июня 2012 / 7 июля 2012        |
| Дневник Брэда: Брэд на глазах у Кика забирает все его сбережения, чтобы купить новый плакат "Дровосека Танкини". Кик пытается остановить его, и между ними завязывается драка. Их останавливает Гарольд и устанавливает новое правило хорошего поведения - "Братский закон". Но Кик узнаёт, что у Брэда есть дневник, и, чтобы вернуть свои сбережения обратно, Кик принимает решение нарушить "Братский закон" и узнать, что написано в дневнике. Цена розыгрыша: В гости к семье Бутовски приезжает бабушка Кика, которая является мастером розыгрышей. Кик разыгрывает бабушку Рози, притворяясь, что он больше не делает трюки. Бабушке Рози также приготовила розыгрыш для Кика, сшив ему нелепый куриный комбинезон для трюка "Парящий орёл", но этот розыгрыш Кик принимает за чистую монету, случайно подслушав разговор Рози и Гарольда. Чтобы не огорчать бабушку Кик, несмотря на чувство стыда, решается исполнить трюк в курином комбинезоне.         |            |                                                  |                                   |
| 48 | 28         | «Большой рот / Последний фанат»                  | 14 июля 2012 / 2 декабря 2012     |
| Большой рот: Кик и Гюнтер становятся сообщниками Рода в одном его хитроумном плане, для того чтобы он помог им увидеть прямую трансляцию "Борьбы Джока Уайлдера с крокодилом - 2". Последний фанат: Кик две недели не спал, выполняя очередной трюк. И теперь, когда он наконец пытается поспать, ему не дают это сделать кузен Кайл и Джеки, которые пытаются выяснить, кто из них является фанатом Кика № 1, и чтобы это выяснить они организовывают фестиваль в честь последнего трюка Кика. |            |                                                  |                                   |
| 49 | 29         | «Крошки / Хладнокровие»                          | 4 ноября 2012 / 21 июля 2012      |
| Крошки: Хани поручает Кику охранять печенье, которое она приготовила, от Гарольда. Кик уверен, что легко справиться с этой задачей. Но отец Кика ни перед чем не остановится пока не заполучит своё любимое печенье. Кику нужно придумать способ как остановить это безумие и сохранить печенье в целостности и сохранности. Хладнокровие: Кик и Брианна ломают кондиционер в самый жаркий день в году, но обвиняют во всём Брэда, который случайно оказался не в нужном месте, в ненужное время. Гарольд помещает Брэда под домашний арест на всё лето. Кик и Брианна договариваются держать свою причастность в тайне, но Кика начинает мучить совесть из-за всё возрастающего чувства вины. |            |                                                  |                                   |
| 50 | 30         | «Только в долг / Новое направление»              | 27 октября 2012 / 28 июля 2012    |
| Только в долг: Кику нужны деньги на покупку крутого двигателя для велосипеда. У Кика получается уговорить Брианну одолжить ему деньги, которые она копила, чтобы купить билеты на представление на льду Тины Иногда - "Тина Иногда - иногда принцесса, иногда фигуристка". После того как Кику не удаётся вернуть деньги вовремя, Брианна вместе со своими подругами - Мэдисон и Эбби, - конфискует велосипед Кика. Чтобы вернуть велосипед и доверие сестры, Кику необходимо найти компромисс в сложившейся ситуации. Новое направление: После того как Кендалл по случайности становится первой, кто прошёл мотокросс без мотоцикла, Кик теряет свой титул "Лучшего сорвиголовы Меллоубрука". Кик должен вернуть титул и бросает Кендалл вызов. Кендалл принимает вызов, выбирая в качестве испытания дерби на роликах, на которое допускаются только девочки. Кик и его друзья маскируются и принимают участие. Останется ли их обман незамеченным? ...         |            |                                                  |                                   |
| 51 | 31         | «Кодекс головорезов / Бвар-Март»                 | 4 августа 2012 / 29 сентября 2012 |
| Кодекс головорезов: Кик случайно спасает жизнь братьям Дипацци, и они становятся его должниками согласно их кодексу головорезов. Они нарушают обычный ритм жизни Кика, не давая ему покоя ни на минуту. Кику не остаётся другого выбора, как пойти на крайние меры, чтобы исключить их из своей жизни. Но остаётся вопрос, кто больше всего нуждается в таких головорезах, как братья Дипацци? ... Бвар-Март: Кик и Гюнтер ломают ломтерезку для мяса Магнуса за день до ежегодного празднования "Дня солёного мяса", поэтому они отважно решаются отправиться в легендарный супермаркет викингов Бвар-Март, чтобы найти замену. Попав туда, Кик и Гюнтер оказываются в ловушке, не успев покинуть супермаркет до закрытия. Им необходимо найти выход из этого места, ведь иначе их ждёт вечная работа в Бвар-Марте под руководством чокнутого менеджера. |            |                                                  |                                   |
| 52 | 32         | «Кайл И. Койот / Запертый снаружи / Победа»      | 22 сентября 2012                  |
| Кайл И. Койот: Чтобы пойти на "Неуклюжие игры" Кик должен выследить и поймать кузена Кайла, который выпил целый ящик энергетика - "Пыхтения Гепарда". Однако, поймать переполненного энергией кузена - легче сказать, чем сделать. Запертый снаружи: После тайной вылазки из дома, чтобы посмотреть новый фильм Рока Каллахана, Кик по возвращении обнаруживает, что его отец установил новую систему безопасности. Ему необходимо устранить экстремально опасного робота прежде чем отец проснётся. Победа: Рок Каллахан изображает в своём боевике Кика Бутовски. Фильм о том, что Рок в качестве Кика вместе с Гюнтером, которого играет Билли Стампс, должен победить суперзлодея Тёмного, который угрожает завладеть Меллоуполисом. |            |                                                  |                                   |